# Lijst van voetbalinterlands Armenië - Bulgarije (vrouwen)
Deze lijst van voetbalinterlands is een overzicht van alle officiële voetbalwedstrijden tussen de nationale vrouwenteams van Armenië en Bulgarije. De landen hebben tot nu toe drie keer tegen elkaar gespeeld.

## Wedstrijden
| № | Plaats  | Datum        | Competitie           | Wedstrijd           | Uitslag |
| - | ------- | ------------ | -------------------- | ------------------- | ------- |
| 1 | Albena  | 3 juni 2008  | Vriendschappelijk    | Bulgarije − Armenië | 4 − 0   |
| 2 | Sofia   | 9 april 2024 | EK 2025 kwalificatie | Bulgarije − Armenië | 2 − 3   |
| 3 | Jerevan | 12 juli 2024 | EK 2025 kwalificatie | Armenië − Bulgarije | 1 − 3   |

## Samenvatting
| Competitie        | Totaal gespeeld | Winst Armenië | Gelijk | Winst Bulgarije | Doelsaldo Armenië – Bulgarije |
| ----------------- | --------------- | ------------- | ------ | --------------- | ----------------------------- |
| EK-kwalificatie   | 2               | 1             | 0      | 1               | 4 − 5                         |
| Vriendschappelijk | 1               | 0             | 0      | 1               | 0 − 4                         |
| Totaal            | 3               | 1             | 0      | 2               | 4 − 9                         |